# Nagy János (tanár, 1738–1803)
Mesterházi Nagy János (Mesterháza (Sopron megye), 1738. december 27. – Sopron, 1803. május 10.) evangélikus tanár.

## Élete
Tanult Nemeskérben és Sopronban; 1765-ben a hazai törvényeket Pozsonyban hallgatta. 1767-ben a soproni evangélikus gimnáziumban tanár lett; ugyanott 1783. november 1-jén a szintaxis tanárává lépett elő. Mint a gimnázium szubrektora a 18. század végén (1790) ottan alakult magyar társaságnak tanácsosa és tanítója is volt. Alapos tudománya, szoros rendtartása és igazságszeretete kedves emberré tették. Könyveit a gimnáziumnak, vagyonát az alumneumnak és a tanári fizetések alapjának hagyta.

## Munkája
- Boldogságra vezérlő oktatás a Jézus tudományából. Sopron, 1798. (Sokáig iskolakönyvül használták).